# Giuseppe Marazzita
Giuseppe Marazzita (Palmi, 11 novembre 1899 – Roma, 20 aprile 1977) è stato un politico italiano.

## Biografia
Venne eletto al Senato della Repubblica nelle elezioni politiche del 1958 e mantenne la carica di senatore, del Partito Socialista Italiano dal 12 giugno 1958 al 15 maggio 1963.
Fu membro della Commissione Affari della Presidenza del Consiglio e dell'Interno (1958-1960) e della Commissione Difesa (1960-1963). Inoltre fu membro della Commissione speciale per l'Abruzzo (1959-1963) e della Commissione consultiva cessione alloggi dello Stato (1958-1959).
Nel 1962 venne eletto sindaco di Palmi, ricoprendo la carica per un anno.
Nel mondo dello sport, Marazzita è stato anche presidente della Unione Sportiva Palmese 1912.